# Nancy Kruse
Nancy Kruse (* 26. August 1965 in Kalifornien) ist eine US-amerikanische Animationsfilm-Regisseurin und Drehbuchautorin.

## Leben
Nancy Kruse studierte nach eigenen Angaben Animationsfilm an der University of California, Los Angeles und am Otis College. Anfang der 1990er Jahre kam sie zum Produktionsteam der Zeichentrickserie Die Simpsons, zunächst als Hintergrund- und Character-Künstlerin, ab 1994 auch als Regie-Assistentin. Von 1999 bis 2010 hatte sie die Regie bei insgesamt 25 Folgen und war auch an diversen Drehbüchern der Serie beteiligt.
2010 wechselte sie als Story-Artist zu den Walt Disney Animation Studios. In dieser Funktion wirkte sie an Ralph reichts (2012), Zoomania (2016) und Encanto (2021) mit.

## Filmografie (Auswahl)
- 1999–2010: Die Simpsons (The Simpsons, Zeichentrickserie, Regie 25 Folgen)
- 2012: Ralph reichts (Wreck-It Ralph, Animationsfilm)
- 2016: Zoomania (Animationsfilm)
- 2018: Chaos im Netz (Ralph Breaks the Internet, Animationsfilm)
- 2021: Encanto (Animationsfilm)